# Louisville (Misisipi)
Louisville es una ciudad situada en el estado de Misisipi, en los Estados Unidos. Es sede del condado de Winston. En el año 2000 tiene una población de 7.006 habitantes en una superficie de 39.6 km², con una densidad poblacional de 179,3 personas por km². 

## Geografía
Louisville se encuentra ubicada en las coordenadas 33°7′23″N 89°3′22″O / 33.12306, -89.05611. Según la Oficina del Censo, la ciudad tiene un área total de 39,6 km² (15,3 mi²), de la cual 39,1 km² (15,1 mi²) es tierra y 0,5 km² (0,2 mi²) es agua.

## Demografía
Para el censo de 2000, había 7.006 personas, 2.641 hogares y 1.817 familias en la ciudad. La densidad de población era 179,3 hab/km².
En el 2000 la renta per cápita promedia del hogar era de $ 27.485 y el ingreso promedio para una familia era de $31.750. El ingreso per cápita para la localidad era de $15.857. En 2000 los hombres tenían un ingreso per cápita de $29.951 contra $17.491 para las mujeres. Alrededor del 28,5% de la población estaba bajo el umbral de pobreza nacional. 